# یدالله طارمی
یدالله طارمی (زاده ۲ اسفند ۱۳۱۱ – درگذشته ۱۹ تیر ۱۳۹۹) شاعر بومی‌سرای شیرازی بود که در دوم اسفندماه سال ۱۳۱۱ خورشیدی در شهر شیراز متولد شد.
وی در تاریخ ۱۹ تیر ۱۳۹۹ به دلیل کهولت سن درگذشت.

## زندگی‌نامه
با استناد به شرح زندگی یدالله طارمی به قلم خودش، وی در تاریخ دوم اسفند ۱۳۱۱ در شیراز به دنیا آمده است و هنوز به سن سه سالگی نرسیده، مادرش را از دست می‌دهد. وی در شهر شیراز بزرگ می‌شود و پس از فراغت از تحصیل و گذراندن دوره سربازی به کار اداری در وزارت کشاورزی مشغول می‌شود. در تاریخ چهاردهم بهمن ماه ۱۳۳۶ با احترام فقیری که آموزگار بوده است ازدواج می‌کند. حاصل این ازدواج، دو فرزند پسر به نام‌های پرویز و کورش است.
یدالله طارمی از دوران نوجوانی علاقه به سرودن شعر پیدا می‌کند و این راه را ادامه می‌دهد که حاصلش سه جلد کتاب به نام های «نسیم دلگشا» و «بهار نارنج» همراه باسی دی، و کتاب سوم «شمیم نسترن» همه به گویش شیرازی است. کتاب چهارم را به نام «بانوی عشق» که مجموعه ای از غزل‌های غیرشیرازی است در سال ۱۳۹۰ آماده چاپ می‌کند.
پرویز طارمی، فرزند یدالله طارمی، در مراسم آیین نکوداشت وی که پس از مرگش در شب شعر بهار نارنج برگزار شد، در مورد پیشینه خانوادگی وی گفت: پدرش، غلامحسین طارمی، تنها فرزند سرمست‌بیگ خان بهی و نوه محمدبیگ خان بهی بود. مادر غلامحسین طارمی، ماهرخ، فرزند حاج اسماعیل جراح است که از اطبای مشهور زمان خود بود که هم در دارالعلم شیراز و هم در هندوستان تحصیل طبابت کرده بود و درنتیجه هم در طب سنتی ایرانی و هم در طب آیوروِدای هندی استاد بود. ماهرخ شاید اولین زن طبیب در شیراز بود و پس از درگذشت حاج اسماعیل، سال‌ها در همان محکمه پدرش طبابت می‌کرد. ماهرخ بود که وقتی یدالله در طفولیت مادرش را از دست داد به پرورش او و خواهر و برادرش پرداخت.
یدالله طارمی حضور پررنگی در محافل و انجمن‌های شیراز، بخصوص انجمن های ادبی حافظ، خانه فریدون، و یاران یکشنبه داشت و آثارش در روزنامه‌ها و مجلات استانی و ملی منتشر می‌شد. 

## تحصیلات
یدالله طارمی، آنطور که خودش می‌گوید، ابتدا به مکتب‌خانه رفت اما هنگام باز شدن یک مدرسه در محله، به کلاس سوم ابتدایی وارد شد. سپس دوره‌ی اول متوسطه را در مدرسه‌ای نزدیک آرامگاه شاه منظر گذراند و سپس از دبیرستان شاپور دیپلم گرفت. او در سال ۱۳۴۰ با شرکت در دوره‌ی مکاتبه‌ای، فوق‌دیپلم مدیریت گرفت و سرانجام در سال ۱۳۵۷ در پست معاونت اداری اداره‌ی کشاورزی بازنشسته شد.

## سرودن شعر
بنا به گفته خودش، طارمی سرودن شعر را از نوجوانی آغاز کرد. او در شاخه نوجوانان هیئت متوسلین به حضرت زهرا عضو بود و اولین شعرش را در قالب مرثیه‌ای برای عاشورا سرود که در مسجد وکیل و در نزد عزاداران و سید نورالدین حسینی الهاشمی خواند. این جرقه‌ای برای سرودن شعر بود. او راه خود را در سرودن شعر ادامه داد و پس از استخدام در اداره کشاورزی در انجمن ادبی حافظ فعالیت می‌کرد. او همزمان در روزنامه های جهان‌نما، پارس و بهار ایران نیز مطالب ادبی، شعر و طنز می‌نوشت.
ذوق شاعری طارمی و توانایی او در آفرینش مضامین نو در شعر از نوجوانی تحسین برانگیز بود. در آن ایام روزی در منزل سید نورالدین حسینی الهاشمی قصیده شیوایی را که سروده بود برای جمعی که در آنجا حضور داشتند می‌خواند و سید نورالدین می‌گوید که این شعر سزاوار صله است. یکی از تجار معتبر بازار که در جمع حضور داشته می‌گوید اگر اجازه بفرمایید هر چه در جیب دارم به عنوان صله به این شاعر جوان بدهم. از قرار آن تاجر سخاوتمند مبلغ پانزده تومان و چهار ریال همراه داشته و این مبلغ را که در آن زمان مبلغ بسیار قابل توجهی بوده است به طارمی نوجوان می‌دهد. او در راه بازگشت به منزل از جلوی یک کتابفروشی رد می‌شود. از قضا کتابفروش کتابخانه شخصی یکی از ادب دوستان شیراز را خریداری کرده بوده و در همان زمان در حال تحویل گرفتن محموله کتاب ها بوده است. یدالله طارمی به کتابفروش می‌گوید که امروز پانزده تومان و چهار ریال صله گرفته و پیشنهاد می‌کند که آن مجموعه کتاب را به همین قیمت از او بخرد. کتابفروش قدری مکث می‌کند و سپس با این پیشنهاد موافقت می‌کند. طارمی باربری می‌گیرد تا کتاب ها را به خانه ببرد و این سنگ بنای کتابخانه شخصی یدالله طارمی می‌شود، کتابخانه‌ای که تا پایان عمر مدام به عناوین آن اضافه می‌کرد و با عشق و علاقه و وسواس از آن نگهداری می‌کرد.

### سرودن شعر شیرازی
نقطه عطف دوران هنری طارمی سال ۱۳۷۳ است، زمانی که یکی از آشنایان یکی از کتاب های شعر شیرازی بیژن سمندر را از او خواست و جست وجوی او برای یافتن آن در بازار کتاب بی‌نتیجه ماند. این کمیابی که نتیجه استقبال مردم از شعر شیرازی بود و همچنین تشویق‌های کورش، پسرش، و اشرف رحمانی، عروسش، او را به سرودن شعر شیرازی در ادامه راه بیژن سمندر وا داشت. آشنایی طارمی با بیژن سمندر از زمانی آغاز می‌شود که یدالله طارمی سرپرست سپاهیان ترویج و آبادانی استان فارس بود و بیژن سمندر دوره خدمت خود را به عنوان سپاهی ترویج و آبادانی در شیراز می‌گذراند. علاقه مشترک این دو به شعر و ادبیات موجب برقراری پیوند دوستی میان آنان شد و این دوستی تا پایان عمر بیژن سمندر ادامه داشت
استقبال بی‌نظیر مردم و انجمن‌های ادبی در شیراز و سایر شهرهای ایران طارمی را تشویق کرد تا کار سرودن شعر شیرازی را با جدیت بیشتری دنبال کند. از سال ۱۳۷۸ تا کنون سه مجموعه شعر «نسیم دلگشا»، «بهار نارنج» و «شمیم نسترن» با لهجه شیرازی از وی منتشر شده است. انتشار مجموعه صوتی «بهار نارنج» با صدای این شاعر در فضای مجازی با استقبال کم‌نظیری روبرو شده و اشعار وی دهان به دهان می‌چرخد. در این مجموعه، اشعار با مضمون عمدتاَ عاشقانه و طنزآمیز با لهجه شیرازی به نظم درآمده و پس از هر شعر واژه‌های آن شرح داده شده‌است. شعرهای گویشی یدالله طارمی به چاپ های مکرر رسیده و الگوی بسیاری از شاعران بومی سرا شده‌است.

## نکوداشت
در سال ۱۳۹۴ در قالب برنامه شب‌های هنر و ادبیات استان فارس، که توسط انجمن آثار و مفاخر فرهنگی استان فارس برگزار می‌شود از این شاعر تقدیر شد. کوروش کمالی سروستانی، رئیس سازمان اسناد و کتابخانه ملی ایران مرکز فارس، در این مراسم گفت: «با شعرهای شیرازی طارمی با اصطلاحات اصیل شیرازی آشنا می‌شویم و نوع نگاه ایشان به فرهنگ شیراز نشان از تیزبینی این استاد برجسته فولکلور دارد.» بهزاد مریدی، مدیرکل فرهنگ و ارشاد اسلامی، گفت: «اشعار استاد طارمی پیوند دهنده نسل گذشته شیراز با نسل جدید است.» جمال زیّانی، پژوهشگر فرهنگ عامه، با بیان اینکه ۶۰ سال است طارمی را می‌شناسد، هنرمندان را به دو گروه چکیده هنر و چسبیده به هنر تقسیم کرد و گفت: طارمی چکیده هنر است، شاعری فطری که در محله بالا کف شیراز زاده شد و در بین مردم خوب و اصیل این محله بالید و واژه‌ها را از دهان اهالی خانه و محله و شهر شنید و با آن‌ها سخن گفت. وی یدا لله طارمی را شاعر عاشقانه‌ها نامید که اشعارش سبک خاصی دارد و همچون رباعی می‌ماند که سه مصرع مقدمه است و مصرع آخر ضربه را به مخاطب وارد می‌کند.

## نظر دیگران در باره او
امین فقیری، نویسنده اهل شیراز، در باره یدالله طارمی و شعرهای شیرازی او می گوید: «او شاعری خوش قریحه و مسلط به واژگان مصطلح شیرازی بود. شعرش راحت و قابل فهم است. اگر اشعارش را به نثر می نوشت، اکنون دفتر پرباری از داستان های پرمغز و لطیف شیرازی داشت، داستان هایی که در آن ادبیات عامه حرف اول را می زد. شعر یدالله طارمی شعری روایی است و در آخر به مسئله ای نامنتظر روبرو می شویم که جهان ذهنی شنونده یا خواننده را دگرگون می کند، همان کاری که در داستان ای دو موپاسان و اوهنری و چخوف می کردند.»
ابوالقاسم فقیری، نویسنده و فارس‌شناس اهل شیراز، در باره یدالله طارمی می گوید: با یدالله طارمی هم محله بودیم و خانه مان دیوار به دیوار بود. در خانه طارمی درخت سیبی بود و خانه شان معروف بود به «خونه ی سیبی ها». یدالله پنج سال از من بزرگ تر بود و ما همبازی نبودیم. وی می گوید از زمانی با یدالله طارمی شاعر آشنا می شود که شعرهای فکاهی او را در روزنامه جهان نما می خواند. 
وی می گوید یکی از ویژگی های شعر یدالله طارمی سادگی بیانش است. ویژگی دیگر این است که چون طارمی با فرهنگ مردم شیراز فوق العاده آشنا بود به همین دلیل شعرهایش خیلی زود به دل می نشیند. او برای سرودن شعر مطالعه می کرد و به جستجوی واژگان محلی می رفت، واژگانی که طرد شده بودند. ویژگی دیگر او این است که طارمی شاعر بود. «بعضی ها می نشینند و شعر می سازند اما شعر به گمان من ساختنی نیست. شعر باید زایشی طبیعی داشته باشد. شعر طارمی ساده، بی ریا، مهربان و خوش برخورد است.» از ویژگی های دیگر شعر او این است که در اکثر شعرهایش قسمت پایانی شعر یک گره گشایی دارد و قفل شعر را باز می کند و نتیجه ای به خواننده ارائه می کند.

## نمونه اشعار
این شعر نمونه ای از اشعار شیرازی یدالله طارمی است که در کتاب «بهار نارنج»  چاپ شده است:
دِلُم بَرَت پَر ميزَنه
بعضى وَختا كه دلُم خيلى بَرَت پَر میزنه
تو خيال مي‌یارَمِش دَمِ خونَه‏ تون در ميزنه
بُو دو صد ناز و نوازش درِ روش واز ميكنى
او ئى مُوْقُو نفَسِش مِث دل كفتر ميزنه
مي‌شينَم چيشُمِ مي‌بندَم تو رِ پَلوش مي‌شونَم
تُ بُخُوىْ حَرفوىِ خوب خوب مِث پيشتر ميزنه
ميگه از طعمِ او حرفا هَنو دَنُم شيرينه
خاطرات خوبِ تو هر رو بهم سر ميزنه
هِى واسَه‏ ت می‌شْماره از آرزووُىْ دور و دراز
بعضى حرفا رِ او كم‏كم بُو چيشُوىْ تَر ميزنه
وختى آخِر می‌رسيم اونجُو كه قَر كِردى اَزِش
درد و داغِش به دلُم هزار تُ خنجر ميزنه
دلِ سَرخورده بازَم پُومی‌شه می‌یاد كُنجِ سينَه‏ م
می‌شينه سَر به ديوال بالُوىْ تو كافَر ميزنه
شهريور 1378
این شعر نمونه ای از غزل‌های اوست از کتاب «بانوی عشق»:
انتظار بی‌ثمر
بس كه از زخم زمانه مانده بر جانم اثر
هيچ زخم خنجری در من نگردد كارگر
روزهای عافيت را بس كه ماندم منتظر
چشم من خو كرده با اين انتظار بی‌ثمر
اشك‌ها افشانده‌ام بر خاك دشت زندگی
تا شود روزی نهال آرزوها بارور
اين تن رنجور من يادآور نامردمی‌ست
همچو سرو سرنگون در دشت خشك كاشمر
خوش‌خيالی‌های غم را بين كه با اين سابقه
باز از خودكامگی بر قتل من بسته كمر
همچنان تا قله اميد پر خواهم كشيد
برق ناكامی بسوزاند مرا گر بال و پر

## آثار

### کتاب‌ها
1. نسیم دلگشا، انتشارات نوید شیراز. (۱۳۷۸)[۴]
2. بهار نارنج: شعرهای عاشقانه شیرازی، انتشارات راشین، (۱۳۸۳)[۵]
3. کتاب صوتی بهار نارنج(با صدای شاعر): شعرهای عاشقانه شیرازی، انتشارات راشین (۱۳۸۳)[۶]
4. شمیم نسترن: شعرهای عاشقانه شیرازی (۱۳۸۸)[۷][۲۵]
5. بانوی عشق: دفتری از غزل‌های عاشقانه (۱۳۹۲)[۸][۲۶]

### مقاله‌ها و تک‌سروده‌ها
- سفرنامه کیش، یاران یکشنبه: دفتر دوم و سوم، صفحات ۳۱۷-۳۱۵[۲۷]
- شعر شیرازی در گذشته و حال، یاران یکشنبه: دفتر چهارم، صفحات ۶۴-۶۰[۲۸]
- اخوانیه، یاران یکشنبه: دفتر چهارم، صفحه ۱۷۰[۲۸]
- در سوگ استاد حسن امداد، یاران یکشنبه: دفتر چهارم، صفحه ۱۹۶[۲۸]
- برای زنده‌یاد صادق همایونی، یاران یکشنبه: دفتر چهارم، صفحه ۲۱۳[۲۸]